# Gerriet Danz
Gerriet Danz (* 1965 in Köln) ist ein deutscher Vortragsredner, Kommunikationstrainer, Sachbuchautor und ehemaliger Fernsehmoderator.

## Leben
Danz war von 1986 bis 1991 Texter bei BBDO Deutschland, danach  Creative Supervisor Text. Nach seiner Tätigkeit als Kreativdirektor bei der Werbeagentur BBDO, die er ab 1994 ausübte, wurde Danz 1995 von Spiegel-Chefredakteur Stefan Aust entdeckt und moderierte die VOX-News. Beim NDR Fernsehen fungierte er danach zwei Jahre als Programm-Moderator. Von 1998 bis 2000 präsentierte er beim Fernsehsender tm3 220 Mal die deutsche Version der US-Gameshow Jeopardy!.
Seit 1998 coacht Danz Unternehmer und Führungskräfte in Rhetorik und Präsentation.
Er ist verheiratet und Vater einer Tochter.

## Veröffentlichungen
- Gerriet Danz: Neu präsentieren. Begeistern und überzeugen mit den Erfolgsmethoden der Werbung. Campus Verlag, Frankfurt am Main 2010. ISBN 978-3-593-38784-0. 2. aktualisierte Auflage 2014, ISBN 978-3-593-39708-5
- An die Wand geworfen: Die lustigsten PowerPoint-Präsentationen von Angela Merkel bis zum Weihnachtsmann. Heyne Verlag, ISBN 978-3-453-60286-1 (zusammen mit Tim Wilberg)